# Johann Jacob Altdorfer
Johann Jacob Altdorfer (* März 1741 in Schaffhausen; † 30. Mai 1804 ebenda) war ein Schweizer evangelischer Theologe und Prediger.

## Leben
Johann Jacob Altdorfer, dessen Vater in Schaffhausen Wundarzt war, studierte an der Universität Basel und zog von 1768 bis 1771 als Hauslehrer mit seinem Schüler durch Deutschland. 1772 wurde Altdorfer in seiner Heimatstadt Prediger. Weitere zwei Jahre später wurde er dort Professor der Philosophie. An der dortigen Lateinschule wurde er im Jahr 1778 als Lehrer aufgenommen und im Jahr 1782 zum Rektor ernannt. Später wurde er dort auch Professor der Theologie sowie Examinator; zur gleichen Zeit war er am Schaffhauser Münster als Prediger tätig. 1804 verstarb Johann Altdorfer in Schaffhausen.